# Richard Crossman
Richard Howard Stafford Crossman OBE (15 de dezembro de 1907 - 5 de abril de 1974) foi um político do Partido Trabalhista britânico. Professor universitário de clássicos, foi eleito membro do Parlamento em 1945 e tornou-se uma figura significativa entre os defensores do sionismo no partido. Ele era um bevanita à esquerda do partido e membro de longa data do Comitê Executivo Nacional do Trabalho (NEC) desde 1952.
Crossman foi ministro do gabinete nos governos de Harold Wilson de 1964 a 1970, primeiro para Habitação, depois como Líder da Câmara dos Comuns e depois para Serviços Sociais. No início dos anos 1970, Crossman era editor do New Statesman. Ele é lembrado por seus diários altamente reveladores de três volumes de um ministro do gabinete, publicados postumamente.
Crossman nasceu em Bayswater, Londres, filho de Charles Stafford Crossman, um advogado e mais tarde juiz da Suprema Corte, e Helen Elizabeth (nascida Howard). Helen era da família Howard de Ilford, descendente de Luke Howard, um quacre químico e meteorologista que fundou a empresa farmacêutica Howards and Sons.